# Arundoclaytonia
Arundoclaytonia Davidse &R.P.Ellis é um género botânico pertencente à família Poaceae, subfamília Panicoideae, tribo Steyermarkochloeae.
O gênero é constituido por uma única espécie. Ocorre na América do Sul.

## Espécie
- Arundoclaytonia dissimilis Davidse